# Fábricas de Francia

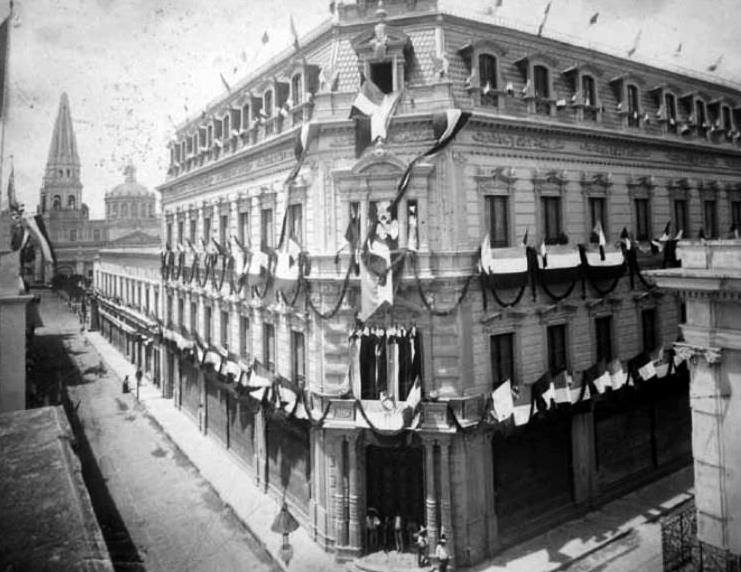
La tienda original en Guadalajara en 1905.

Fábricas de Francia fue una cadena mexicana de tiendas departamentales fundada en 1878 en Guadalajara como tienda de lencería por 3 inmigrantes franceses. En 1988 el grupo El Puerto de Liverpool compró la cadena. Para 2018, había 41 tiendas Fábricas de Francia en todo México. En 2018 y 2019, El Puerto de Liverpool eliminó la marca Fábricas de Francia y todas las tiendas se convirtieron a la marca Liverpool o Suburbia, excepto tres que cerraron definitivamente.

## Historia

### 1878 - 1988

#### Primeros años
La tienda Fábricas de Francia fue fundada como tienda de lencería en Guadalajara en 1878 por Disiderio Bonnafoux, José Chapuy y Léon Fortoul, inmigrantes del Valle de Ubaye y Barcelonnette en el sureste de Francia. La tienda original estaba en la esquina noreste de la calle San Francisco (hoy Avenida Juárez) y Del Carmen (hoy Avenida 16 de Septiembre), un "palacio" de arquitectura típica colonial española. Con el creciente éxito de la empresa, el edificio fue ampliado y remodelado en 1898 y 1899 en estilo parisino (estilo Segundo Imperio). Se convirtió en la tienda departamental más grande de la ciudad, superando a La Ciudad de México, La Ciudad de París y El Nuevo Mundo.
El estilo arquitectónico parisino fue menos apreciado en 1948, y el antes impresionante palacio fue demolido para ampliar la Avenida Juárez. La tienda volvió a abrir sus puertas, ahora en un edificio de estilo moderno, que fue reconstruido a principios de los años 80 después de un gran incendio. La fachada que existía a finales de 1990 es la misma hoy, aunque la tienda ahora es una sucursal Liverpool, ya que en 2018 y 2019 los propietarios del grupo El Puerto de Liverpool reconvirtieron 38 de las 41 tiendas Fábricas de Francia a los formatos Liverpool o Suburbia, y cerró permanentemente otras tres.

#### Décadas de los 1960, 1970 y 1980
En la década de 1960, Las Fábricas de Francia comienza su expansión y con ello comienza a abrir tiendas en varias ciudades del occidente del país, empezando por la ciudad de Tepic, Nayarit, la cual abrió sus puertas en el año de 1961. Dos años después, el 27 de julio de 1963 llega al Estado de Sinaloa y con ello abre al público su primera tienda departamental en el centro de la ciudad de Mazatlán. El 27 de noviembre de 1969, abre su segunda tienda departamental en el Área Metropolitana de Guadalajara, Jalisco, como una ancla principal del centro comercial Plaza del Sol, inaugurada en la misma fecha, siendo a la vez una de las doce tiendas fundadoras dentro de dicho centro comercial, actualmente perteneciente al municipio de Zapopan. Más tarde, en el año de 1974, se abre la tercera tienda departamental en el Área Metropolitana de Guadalajara, esto como una tienda ancla del centro comercial Plaza Patria. En 1977 llega a la ciudad de León, Guanajuato con la apertura de su primera tienda departamental y, dos años más tarde, en 1979, abre su primer almacén en la ciudad de Morelia, Michoacán en el centro comercial Plaza Las Américas (actualmente Espacio Las Américas).

### 1988 - 2013

#### Fábricas de Francia como parte de Liverpool

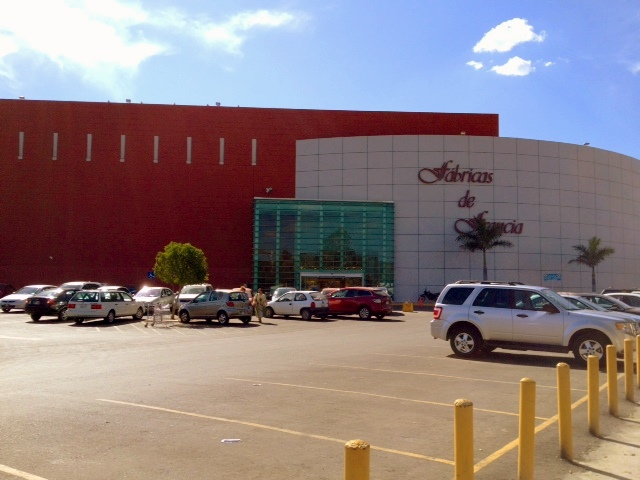
Una antigua tienda departamental Fábricas de Francia Plaza Oaxaca, en la ciudad de Oaxaca de Juárez, Oaxaca, inaugurada en el año 2001 y reconvertida a Liverpool a principios de 2019 tras la desaparición de la marca

En el año de 1988, Fábricas de Francia fue adquirida por la cadena de tiendas departamentales El Puerto de Liverpool y con ello se adquieren ocho tiendas departamentales con ese nombre, todas ellas ubicadas en el Occidente de México, en el que gracias a esta adquisición, Liverpool comenzó a incursionar, por medio del entonces adquirido formato Fábricas de Francia, en ciudades de dicha región como Guadalajara, Aguascalientes, León, Morelia, Tepic y Mazatlán.En 1997, Liverpool compra las tiendas departamentales Las Galas, propiedad de Grupo Comercial Chedraui, las cuales al ser convertidas en Fábricas de Francia permiten a Liverpool incursionar con esa marca en varias ciudades de la república como Xalapa, Córdoba, Coatzacoalcos, Poza Rica, Puebla, Villahermosa y Tuxtla Gutiérrez.En el año de 1998, Liverpool adquiere de Grupo Salinas las tiendas departamentales Salinas & Rocha, las cuales se transforman en Fábricas de Francia y con ese formato Liverpool logra reforzar su presencia en ciudades como Mazatlán (La Gran Plaza Mazatlán) y Guadalajara (La Gran Plaza Guadalajara), además de incursionar por primera vez en ciudades como Acapulco, Monterrey y Veracruz.

#### Primera expansión geográfica de Fábricas de Francia
Entre los años de 1999 y 2002, Liverpool inició su expansión de la marca Fábricas de Francia, empezando por la ciudad fronteriza de Tapachula, la cual abrió su tienda departamental en el año de 1999. Para el año siguiente Fábricas de Francia llega a más Estados del país como Chihuahua con la apertura de sus tiendas departamentales en las ciudades de Chihuahua (Plaza Galerías Chihuahua) y Ciudad Juárez (Río Grande Mall Ciudad Juárez) así como el Estado de México en donde se inauguró un almacén en el centro comercial Galerías Perinorte en el municipio de Cuautitlán Izcalli. En el año 2001, Fábricas de Francia llega al Estado de San Luis Potosí con la apertura de su tienda departamental en el Centro Comercial El Dorado en la capital potosina y en el año 2002 Fábricas de Francia abre sucursales en los Estados de Oaxaca (Plaza Oaxaca, en Oaxaca de Juárez) y Sonora (Plaza Tutuli, en Ciudad Obregón), siendo esta la última tienda de ese periodo en inaugurarse bajo el formato de Fábricas de Francia, ya que para el año siguiente Liverpool frenaría temporalmente la expansión de Fábricas de Francia para darle más prioridad de expansión geográfica a las tiendas departamentales Liverpool. En 2003 es reconvertida a Liverpool la tienda Fábricas de Francia del centro de Monterrey, esto debido a la alta demanda que generaba esa sucursal en su momento, provocando que la marca abandonara definitivamente el Estado de Nuevo León. Seis años después, a principios de 2009, se remodela y se amplía el almacén ubicado en Plaza las Américas en la ciudad Morelia y se reconvierte al formato de Liverpool, provocando que Fábricas de Francia dejara de forma definitiva el Estado de Michoacán. En 2013, debido a la llegada de la tienda Liverpool y el centro comercial Galerías Mazatlán,se cierra definitivamente la sucursal de La Gran Plaza Mazatlán, siendo reemplazada por la tienda departamental Cimaco, la cual abrió sus puertas al público el 24 de octubre de 2013.

### 2014-2018

#### Segunda Expansión Geográfica de Fábricas de Francia

Una antigua tienda departamental Fábricas de Francia Zumpango, en el Estado de México, inaugurada en el año 2015 y reconvertida a Suburbia en 2019 tras la desaparición de la marca

El mes de septiembre de 2014, Fábricas de Francia retoma su expansión geográfica con la inauguración de dos tiendas departamentales en la Ciudad de México, como lo son Lago de Guadalupe y Plaza Central, al año siguiente, en 2015, abren dos tiendas en el Estado de México (Texcoco y Zumpango), asimismo, el 22 de abril del mismo año se inaugura la tienda en la ciudad de Cuautla, Morelos, esto como ancla principal del centro comercial Los Atrios. y el 3 de noviembre del mismo año, se abre al público su primera tienda en la ciudad de Salamanca, Guanajuato, la cual forma parte del centro comercial Vía Alta Salamanca.

Interior de la antigua tienda departamental Fábricas de Francia Zumpango, en el Estado de México, actualmente Suburbia desde 2019.

En el año 2016, Fábricas de Francia abrió seis tiendas departamentales en los Estados de Baja California Norte (Tijuana donde por primera vez Liverpool incursiona en dicha ciudad y Estado a través de Fábricas de Francia), Estado de México (Nicolás Romero y Tecámac), Guanajuato (Galerías Metropolitana Uriangato), Oaxaca (Tuxtepec) y Sinaloa (Plaza Sendero Los Mochis).
Durante el año 2017 se abrieron más sucursales a lo largo del país, entre ellas dos en la Ciudad de México y su área metropolitana, con las sucursales Forum Buenavista y Valle de Chalco; una tienda en el Área Metropolitana de Guadalajara, Jalisco en el centro comercial Plaza Lomas (Tonalá), la cual abrió sus puertas el 11 de abril de 2017; una en Saltillo (Saltillo Sur), con la cual la marca incursionó por primera vez en el Estado de Coahuila y cuya inauguración se llevó a cabo en septiembre de 2017; una en Comitán de Domínguez, Chiapas en el centro comercial Plaza Las Flores Comitán; una en Oaxaca de Juárez, Oaxaca en el centro comercial Plaza Bella Oaxaca, que abrió sus puertas el 27 de octubre de 2017; y una en la ciudad de Apizaco, Tlaxcala como ancla principal del centro comercial Plaza Apizaco, inaugurada el 4 de abril de 2017 con la cual fue la primera tienda del Grupo Liverpool en establecerse en el Estado de Tlaxcala.
Sin embargo, a principios del año 2018, Liverpool tenía planeado en su expansión geográfica inaugurar dos sucursales bajo el formato de Fábricas de Francia en las ciudades de Fresnillo, Zacatecas (Portal Fresnillo) y Atlixco, Puebla (Centro Comercial La Moraleda), sin embargo, el 12 de septiembre del mismo año, debido al repentino anuncio de la desaparición de la marca Fábricas de Francia por parte de la compañía, se tomó la decisión de que dichas tiendas fueran inauguradas con el formato de Liverpool, en el que finalmente, el 18 de septiembre, se inauguró al público la sucursal de Fresnillo, Zacatecas como tienda ancla principal del centro comercial Portal Fresnillo, ahora con el concepto de Liverpool, mientras que la tienda ubicada en la ciudad de Atlixco, Puebla fue inaugurada al público una semana después, el 25 de septiembre del mismo año, de igual manera, con el formato de Liverpool.

### 2018-2019

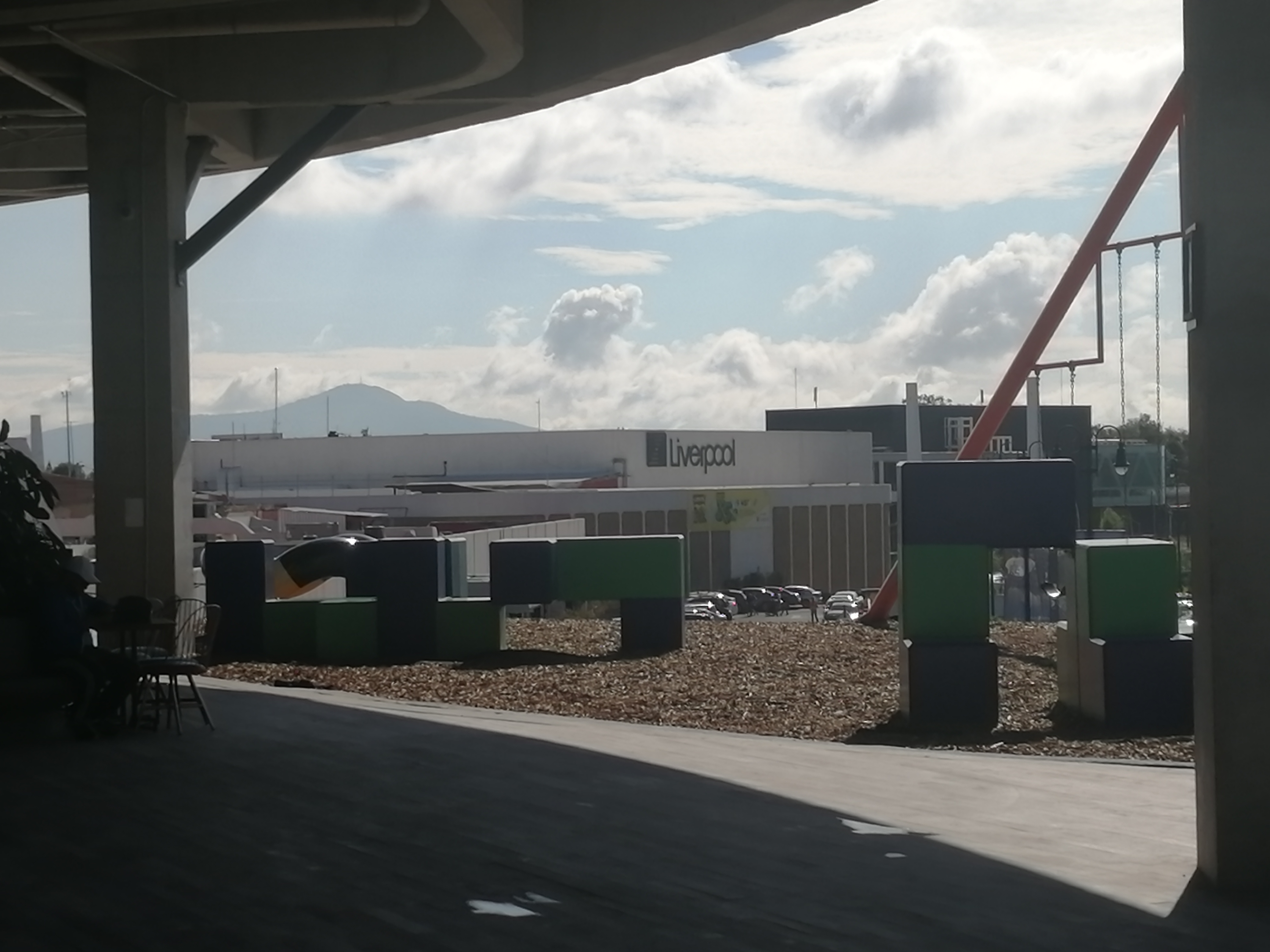
Ex sucursal de Fábricas de Francia Plaza Patria convertida a Liverpool en el municipio de Zapopan, Jalisco

#### Desaparición de la marca Fábricas de Francia
El 12 de septiembre de 2018, El Puerto de Liverpool anunció la desaparición del formato Fábricas de Francia, que se llevaría a cabo a partir de inicios del año 2019 con la conversión de sus 41 unidades a los formatos de Liverpool o Suburbia, esto debido a una estrategia empresarial con el cual se realizó un estudio de mercado el cual se demostró una mejor identificación por parte de los clientes con las Liverpool y Suburbia, además de comenzar a implementar su estrategia de negocio omnicanal.
A mediados del año 2019, y dependiendo de los metros cuadrados de piso de venta así como el volumen de ventas, la compañía decidió reconvertir 23 tiendas departamentales Fábricas de Francia al formato Liverpool, mientras que 15 unidades pasaron al formato Suburbia y otras tres sucursales cerraron definitivamente, entre ellas las sucursales de Plaza Chimalhuacán en el municipio de Chimalhuacán, Estado de México, Plaza Lago de Guadalupe, en Tlalnepantla de Baz y La Gran Plaza León, en León, Guanajuato, la cual, cerró definitivamente el 30 de julio de 2019.
Como resultado de dicha conversión, Liverpool a través de su formato principal, logró llegar a ciudades donde no tenía presencia, tales como Tapachula, Chiapas; Salamanca, Guanajuato; Cuautla, Morelos; Oaxaca de Juárez, Oaxaca; Córdoba y Poza Rica, ambos de Veracruz, además de reforzar su presencia en varias ciudades del país las cuales sumaron sucursales de Liverpool, tales como la Ciudad de México y su área metropolitana (Tecámac), Guadalajara (Guadalajara Centro, Plaza Patria, Plaza del Sol y Gran Plaza); Puebla (Plaza Crystal Puebla); Aguascalientes (Centro Comercial Villasunción); Tepic (Tepic Centro); Mazatlán (Mazatlán Centro); Villahermosa (Plaza Crystal Villahermosa); Xalapa (Plaza Crystal Xalapa); Coatzacoalcos (Plaza Cristal Coatzacoalcos) y Veracruz (Plaza Mocambo). Asimismo, con el formato de Suburbia, la compañía logró incursionar por primera vez en ciudades como Tijuana; Saltillo; Ciudad Juárez; Uriangato; Tuxtepec y Apizaco, además de que posteriormente Suburbia comenzaría a expandirse a diversas ciudades con número de población a partir de 70,000 a 300,000 habitantes.